# Herrarnas räck i gymnastik vid olympiska sommarspelen 1976
Herrarnas räck i gymnastik vid olympiska sommarspelen 1976 avgjordes den 18-23 juli i Montreal Forum.

## Medaljörer
| Gren           | Guld                   | Silver              | Brons                         |
| Herrarnas räck | Mitsuo Tsukahara Japan | Eizo Kenmotsu Japan | Eberhard Gienger Västtyskland |
| Herrarnas räck | Mitsuo Tsukahara Japan | Eizo Kenmotsu Japan | Henri Boerio Frankrike        |

## Resultat

### Final
| Placering | Gymnast                | C     | O     | Kval  | Final | Totalt |
| --------- | ---------------------- | ----- | ----- | ----- | ----- | ------ |
|           | Mitsuo Tsukahara (JPN) | 9,750 | 9,800 | 9,775 | 9,900 | 19,675 |
|           | Eizo Kenmotsu (JPN)    | 9,800 | 9,700 | 9,750 | 9,750 | 19,500 |
|           | Eberhard Gienger (FRG) | 9,700 | 9,650 | 9,675 | 9,800 | 19,475 |
| 4         | Henri Boerio (FRA)     | 9,650 | 9,550 | 9,600 | 9,600 | 19,200 |
| 5         | Gennadj Krysin (URS)   | 9,450 | 9,600 | 9,525 | 9,600 | 19,125 |
| 6         | Ferenc Donath (HUN)    | 9,450 | 9,550 | 9,500 | 9,450 | 18,950 |